# Nassereith
Nassereith település Ausztria tartományának, Tirolnak a Imsti járásában található. Területe 72,4 km², lakosainak száma 2046 fő, népsűrűsége 28 fő/km² (2014. január 1-jén). A település 843 méteres tengerszint feletti magasságban helyezkedik el.
A település részei: 
- Roßbach,
- Mühlofen,
- Brunnwald,
- Fernstein,
- Fernpass,
- Wiesenmühle,
- Dormitz,
- See-Eck és
- St. Wendelin.

## Híres emberek
- Itt született Aloys Sprenger német orientalista (1813–1893)

## Fordítás
- Ez a szócikk részben vagy egészben  a   Nassereith című angol Wikipédia-szócikk ezen változatának fordításán alapul.  Az eredeti cikk szerkesztőit annak laptörténete sorolja fel. Ez a jelzés csupán a megfogalmazás eredetét és a szerzői jogokat jelzi, nem szolgál a cikkben szereplő információk forrásmegjelöléseként.